# Juno Jean Stover-Irwin
Juno Jean Pope Stover-Irwin Cox, nota come Juno Stover-Irwin (Los Angeles, 22 novembre 1928 – Union City, 2 luglio 2011), è stata una tuffatrice statunitense.

## Biografia
Ha rappresentato gli Stati Uniti d'America nel concorso dei tuffi dalla piattaforma 10 metri a quattro edizioni consecutive dei Giochi olimpici estivi: Londra 1948, Helsinki 1952, Melbourne 1956 e Roma 1960, vincendo la medaglia di bronzo in Finlandia, e quella d'argento in Australia.
È stata per due volte campionessa del campionato nazionale organizzato dalla Amateur Athletic Union. Ha vinto due medaglie d'argento ai Giochi panamericani.
Nel 1980 è stata inclusa nell'International Swimming Hall of Fame.

## Palmarès
- Giochi olimpici

Helsinki 1952: bronzo nella Piattaforma 10 m;
Melbourne 1956: argento nella Piattaforma 10 m;
- Giochi panamericani

Città del Messico 1955: argento nella piattaforma 10 m;
Chicago 1959: argento nella piattaforma 10 m;